# Morane-Borel monoplan
El Morane-Borel monoplan (a veces referido retrospectivamente como Morane-Saulnier Type A o simplemente Morane monoplan; designación de compañía Bo.1) fue uno de los primeros aviones monoplaza y monomotor franceses. Voló en varias carreras aéreas europeas.

## Diseño y desarrollo
Este modelo era un monoplano de ala media y configuración tractora, propulsado por un motor rotativo Gnome Omega de siete cilindros y 50 hp, moviendo una hélice Chauvière Intégrale bipala. El fuselaje era una viga de caja de sección rectangular arriostrada mediante cables, con la parte delantera recubierta parcialmente de contrachapado y la parte trasera recubierta de tela; la sección trasera se dejó sin recubrir en algunos ejemplares. Las alas de dos largueros poseían puntas elípticas y estaban arriostradas mediante soportes en cabaña piramidal por delante del piloto, y un soporte en V invertida por debajo del fuselaje, detrás del tren de aterrizaje. El control lateral se efectuaba mediante la deformación del ala y el empenaje consistía en un estabilizador horizontal fijo con elevadores de cuerda completa montados en cada punta, y un timón equilibrado aerodinámicamente, sin superficie vertical fija. En los ejemplares postreros, las superficies horizontales fueron modificadas, y consistían en una superficie fija con elevadores equilibrados abisagrados al borde de fuga. El tren de aterrizaje consistía en un par de patines cortos, cada uno aguantado por un par de soportes, y un par de ruedas en un eje cruzado atado a los patines mediante cuerdas elásticas, y un patín de cola.
Más tarde se produjo una versión biplaza, con el fuselaje alargado hasta los 7 m, y la envergadura aumentada hasta los 10 m.

## Historia operacional
El Monoplan se hizo famoso cuando Jules Védrines voló un ejemplar en la victoria de la carrera aérea París-Madrid de 1911, siendo el único competidor en acabar el recorrido de cuatro días. Más tarde el mismo año, acabó segundo en el Circuito de Gran Bretaña, volando un avión propulsado por un Gnome de 70 hp. Otro ejemplar fue volado por André Frey en la carrera París-Roma de 1911, acabando tercero. Emile Taddéoli fue otro propietario de un Morane Monoplan.
Una versión biplaza, propulsada por un Gnome de 80 hp, se presentó a la Competición Británica de Aeroplano Militar de 1912.

## Variantes
Morane-Borel monoplan, Morane monoplan
Designaciones iniciales del modelo.
Morane-Saulnier Type A
Designación retrospectiva dada al Monoplan.
Morane-Saulnier Type C
Designación retrospectiva dada al Type A, remotorizado, para Rusia.
Morane-Saulnier Type F
Designación retrospectiva dada al Type A para Rumania.
Morane-Saulnier MoS.11
Designación oficial del STAé para el Monoplan.
Borel Bo.1
Designación interna de la compañía Borel.

## Operadores
Argentina
- Fuerza Aérea Argentina

 Brasil
- Aviación Naval Brasileña

 Reino Unido
- Marina Real
  - Real Servicio Aéreo Naval

 Rumania
- Aeronáutica Militar Rumana

## Supervivientes
En 2007 quedaba un ejemplar existente, sometido a trabajos de conservación en el Canada Aviation Museum.

## Especificaciones
Referencia datos:  l'Aérophile, 15 de abril de 1911, p. 170

### Características generales
- Tripulación: Uno (piloto)
- Longitud: 6,5 m (21,3 ft)
- Envergadura: 9,5 m (31,2 ft)
- Superficie alar: 14 m² (150,7 ft²)
- Peso vacío: 200 kg (440,8 lb)
- Peso cargado: 430 kg (947,7 lb)
- Planta motriz: 1× motor rotatorio de siete cilindros refrigerado por aire Gnome Omega.
  - Potencia: 37 kW (51 HP; 50 CV)
- Hélices: Bipala de madera de paso fijo

### Rendimiento
- Velocidad máxima operativa (Vno): 111 km/h (69 MPH; 60 kt)

## Aeronaves relacionadas

### Secuencias de designación
- Secuencia Alfabética (interna de Morane-Saulnier): A - B - C - F - G - GA - GB →
- Secuencia MoS._ (interna de Morane-Saulnier): ← MoS.8 - MoS.9 - MoS.10 - MoS.11 - MoS.12 - MoS.13 - MoS.14 →